# بيلي
بيلي (بالروسية: Белый) هي إحدى مدن روسيا في الكيان الفدرالي الروسي تفير أوبلاست.